# المجاوز (الحيمة الخارجية)

تعديل مصدري - تعديل

المجاوز هي إحدى قرى عزلة بنى شمهان بمديرية الحيمة الخارجية التابعة لمحافظة صنعاء، بلغ تعداد سكانها 178 نسمة حسب تعداد اليمن لعام 2004.